# Tekucse
Tekucse (ukrán betűkkel: Текуче) falu Ukrajna Ivano-frankivszki területének Koszivi járásában. A település neve korábban Tekucsa volt, a második világháború után egy elírás nyomán lett a hivatalos neve Tekucse. Lakossága 2011-ben 1384 fő volt.
A járási központtól, Koszivtól 28 km-re, 400 m-es átlagos tengerszint feletti magasságban, az Északkeleti-Kárpátok keleti oldalán fekszik. Akresori, Koszmacs, Mikulicsin, Vizsnyij Bereziv, Szerednyij Bereziv és Nyizsnyij Bereziv falvak veszik körül. A települést ölelő hegyek 1000 m körüliek. Ilyenek az 1114 m-es Karatul, vagy a Ledeszkul-hegy. A falun folyik keresztül a Plisava és a Varijatka folyó.
A települést 1648-ban alapították. Korábban Krasznohorodka néven volt ismert. A faluban 1907-ben a Proszvita társaság olvasótermet nyitott, melyet az 1939-es szovjet megszállás idején betiltottak.
Templomát 1832–1933-ban építették. A lakosság görögkatolikus és pravoszláv vallású, utóbbiak az ukrán ortodox egyház kijevi patriarchátusát követik.
A faluban gyógyvízforrás található, melyet már a Kijevi Rusz idején is használtak.

## Külső hivatkozások
- Kosziv – Dovidnik (kosiv.org.ua)
- Tekucse az Ukrán Legfelsőbb Tanács közigazgatási adatbázisában (ukránul)[halott link]